# 板引
板引（いたびき）とは、平安時代に日本で考案された布地の加工法。
砧打ちの手間を省くために、蝋などの植物性の混合物で生地をコートして艶と張りを持たせる。大正御大礼の後一旦技法が断絶するが、現代一部の装束業者の努力によって復活し細々と皇室の調度品などに行われている。

## 技法
漆塗りの一丈近い板に、糊が張り付くのを予防するのと生地に滑らかさを与える目的で胡桃油を塗る。
ついで滑らかさと耐久性を与える木蝋を塗る。
姫糊（原料はコメ）で張りを持たせた生地を板に貼り付けて完成。
加工に使う材料は、全て天然由来の植物加工品である。